# Aplastodiscus
Aplastodiscus är ett släkte av groddjur. Aplastodiscus ingår i familjen lövgrodor. Släktnamnet är bildat av de gammalgrekiska orden aplastos (oformad) och diskos (skiva).
Dessa grodor förekommer i södra Brasilien och norra Argentina. De har oftast en grön färg. Hos arten Aplastodiscus leucopygius blir honor 43 till 47 mm och hannar 38 till 46 mm långa. Parningen sker vanligen under regntiden mellan december och februari. Hos flera arter gräver hannen en jordhåla där honan lägger äggen. Grodynglen når med regnet nästa vattenansamling. Hannar har liksom hos andra grodor höga läten. Artena saknar simhud mellan fingrar och tår. De vistas ofta i bergstrakter.
Arter enligt Catalogue of Life:
- Aplastodiscus albofrenatus
- Aplastodiscus albosignatus
- Aplastodiscus arildae
- Aplastodiscus callipygius
- Aplastodiscus cavicola
- Aplastodiscus cochranae
- Aplastodiscus ehrhardti
- Aplastodiscus eugenioi
- Aplastodiscus flumineus
- Aplastodiscus ibirapitanga
- Aplastodiscus leucopygius
- Aplastodiscus musicus
- Aplastodiscus perviridis
- Aplastodiscus sibilatus
- Aplastodiscus weygoldti

IUCN listar tre arter som nära hotad (NT), tre arter med kunskapsbrist (DD) och alla andra som livskraftiga (LC).

## Bildgalleri

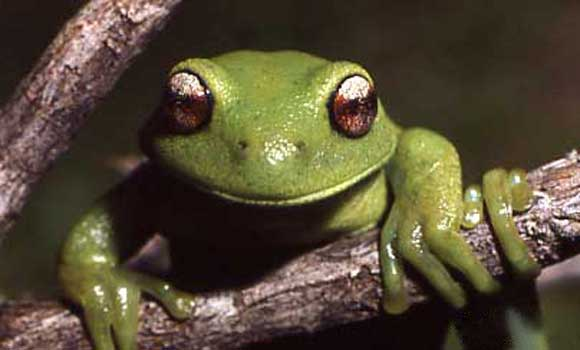
Aplastodiscus perviridis